# هيزل داون
هيزل داون (بالإنجليزية: Hazel Dawn)‏ هي عازفة كمان وممثلة أمريكية، ولدت في 23 مارس 1891 في الولايات المتحدة، وتوفيت في 23 أغسطس 1988 بنيويورك في الولايات المتحدة.

## وصلات خارجية
- هيزل داون على موقع IMDb (الإنجليزية)
- هيزل داون على موقع قاعدة بيانات برودواي على الإنترنت (الإنجليزية)
- هيزل داون على موقع قاعدة بيانات الفيلم (الإنجليزية)